# Horváth Jenő (történész, 1941)
Horváth Jenő (Sopronkövesd, 1941. november 14.) magyar történész, egyetemi tanár. A történelemtudományok kandidátusa (1984).

## Életpályája
Szülei: Horváth Jenő és Pálla Terézia. 1960–1965 között az ELTE Bölcsészettudományi Kar magyar-történelem szakos hallgatója volt. 1965–1983 között az ELTE BTK-n tanított. 1983–1989 között a Kossuth Kiadó nemzetközi szerkesztőségének vezetője volt. 1989–1992 között az ELTE BTK új- és legújabbkori egyetemes történelem tanszékén tudományos főmunkatárs volt. 1992–1996 között a Tanárképző Főiskolai Kar történelem tanszékén főiskolai tanár volt. 1996 óta a Budapesti Közgazdaságtudományi Egyetem nemzetközi kapcsolatok tanszékén docens. 1998-ban a Római Egyetem vendégtanára volt.

## Művei
- Királyok könyve (szerkesztő, 1993)
- Évszámok könyve. Egyetemes és magyar történeti kiskronológia 1-2.; Korona, Bp., 1995
- Az európai integráció története napról napra, 1945-1995. Kronológia; szerzői, Bp., 1997
- Évszámok könyve. Egyetemes és magyar történelmi, művelődéstörténeti kronológia 1-3.; Nemzeti Tankönyvkiadó, Bp., 2001
- Az európai integráció története napról napra, 1945-2002. Kronológia; Osiris, Bp., 2003 (Magyarország az Európai Unióban)
- A chronology of the history of European integration, 1945-2000 (Az európai integráció története napról napra, 1945-2000); angolra ford. Gáthy Vera; Europa Institute Budapest, Bp., 2003 (Begegnungen, 18.)
- Világpolitikai lexikon 1945–2005 (szerkesztő, 2005)
- Horváth Jenő–Paragi Beáta–Csicsmann László: Nemzetközi kapcsolatok története, 1941–1991; 3. jav. kiad.; Antall József Tudásközpont, Bp., 2014
- Olaszország az első világháborúban; Nagy Háború Kutatásért Köszhasznú Alapítvány; Bp., 2021.

## Díjai, kitüntetései
- Széchenyi professzor ösztöndíj (2000–2003)